# Light Ahead
『Light Ahead』（ライト・アヘッド）は、日本の歌手ICONIQの1枚目のミニアルバムで、通算2枚目のオリジナル・アルバムである。2010年9月15日発売。

## 解説
新曲が3曲、先行シングル「TOKYO LADY」、前作のアルバム「CHANGE MYSELF」から3曲が再収録されている。

## 収録曲

### CD
1. Girl Power
  - 作詞：Michico    作曲：T.Kura・Michico

新曲
2. TOKYO LADY
  - 作詞：NaNa★MUSiC    作曲：UTA
  - 先行シングル
  - 資生堂「マキアージュ」CMソング
  - 森永製菓「ウイダーinゼリー」CMソング
3. CHANGE MYSELF
  - 作詞・作曲：HIRO
  - 「CHANGE MYSELF」から再収録
  - 資生堂「マキアージュ」CMソング
4. Light Ahead 

  - 作詞：MOMO"mocha"N.     作曲：U-Key Zone
  - 新曲
  - 資生堂「マキアージュ」CMソング
5. I.D feat. VERBAL (m-flo)
  - 作詞：VERBAL / 作曲：VERBAL, スグル ヤマモト™ for KOZM®, Hisashi Nawata & Minami (lyse) / Additional Arrangement：Hisashi Nawata
  - 「CHANGE MYSELF」から再収録
6. Kiss & Cry 

  - 作詞：カミカオル    作曲：Tomokazu Matsuzawa
  - 新曲
7. BYE NOW!
  - 作詞：michico / 作曲：T. Kura, michico / 編曲：T. Kura
  - 「CHANGE MYSELF」から再収録
  - 資生堂「マキアージュ」CMソング

### DVD
1. TOKYO LADY  （Music Video）
2. Light Ahead  （Music Video）
3. Kiss & Cry  （Music Video）

ICONIQ Premium Live 2010.6.16 @ SHIBUYA-AX（初回盤のみ収録）
1. OPENING MOVIE
2. Crystal Girl
3. LoveShineMagic
4. No Distance
5. I.D feat. VERBAL(m-flo)
6. TOKYO LADY
7. BYE NOW!